# Andreas Büttner (Mediziner)
Andreas Büttner (* 29. Mai 1961 in Heggen) ist ein deutscher Rechtsmediziner.

## Werdegang
Nach dem Abitur am Münchner Luitpold-Gymnasium 1981 und seinem Zivildienst unter anderem im Leichenabholdienst im Schwabinger Krankenhaus in München erlernte Büttner den Beruf des medizinischen Sektions- und Präparationsassistenten am Krankenhaus Berlin-Neukölln. Ab 1988 studierte Büttner Medizin an der Universität München. Nach Staatsexamen und Promotion mit seiner Dissertation zu Untersuchungen an kortikalen Blutgefäßen mit HIV infizierter Patienten am Institut für Neuropathologie 1994 war er dort Arzt im Praktikum und danach Assistenzarzt an der Klinik für Neurochirurgie im Klinikum Großhadern.
Ab 1997 arbeitete er am von Wolfgang Eisenmenger geleiteten Münchner rechtsmedizinischen Institut; nach seiner Habilitation bei Eisenmenger im Jahr 2004 mit einer Schrift zur Wirkung von Drogen auf das zentrale Nervensystem als Privatdozent.
Büttner übernahm im März 2009 den Lehrstuhl für Rechtsmedizin der Universität Rostock.
Büttners besonderes Interesse gilt rechtsmedizinisch bedeutsamen Hirnveränderungen, etwa als Folge von Drogenmissbrauch. Er konnte bei seinen Untersuchungen bei Drogenkonsumenten eine Abnahme der Anzahl von Nervenzellen sowie ihrer Verbindungen feststellen; auch die Blutgefäße würden geschädigt. Auf Grundlage seiner Erfahrungen bei drogengebrauchenden Jugendlichen, aber auch bei Patienten über 40 Jahren, warnt er vor Einstiegsdrogen wie Cannabis.
Büttner ist Vorsitzender der Ethikkommission an der Medizinischen Fakultät der Universität Rostock.

## Veröffentlichungen (Auswahl)
Monografien
- Neuropathologie des Drogenmissbrauchs. Springer, 2022, ISBN 978-3-03113618-4, doi:10.1007/978-3-031-13619-1.

Zeitschriftenbeiträge
- Peter Zill, Andreas Büttner, Wolfgang Eisenmenger, Hans‐Jürgen Möller, Brigitta Bondy, Manfred Ackenheil: Single nucleotide polymorphism and haplotype analysis of a novel tryptophan hydroxylase Isoform (TPH2) gene in suicide victims. In: Biological Psychiatry. Band 56, Nr. 8, 2004, S. 581–586, doi:10.1016/j.biopsych.2004.07.015, PMID 15476687.
- Brigitta Bondy, Andreas Buettner, Peter Zill: Genetics of suicide. In: Molecular Psychiatry. Band 11, Nr. 4, 2006, S. 336–351, doi:10.1038/sj.mp.4001803, PMID 16462816.
- Peter Zill, Andreas Büttner, Wolfgang Eisenmenger, Hans‐Jürgen Möller, Manfred Ackenheil, Brigitta Bondy: Analysis of tryptophan hydroxylase I and II mRNA expression in the human brain: A post-mortem study. In: Journal of Psychiatric Research. Band 41, Nr. 1–2, 2007, S. 168–173, doi:10.1016/j.jpsychires.2005.05.004, PMID 16023677.
- Verena Kolbe, Andreas Büttner: Domestic Violence Against Men – Prevalence and Risk Factors. In: Deutsches Arzteblatt International. 2020, doi:10.3238/arztebl.2020.0534, PMID 33087241, PMC 7658679 (freier Volltext).